# Clorură de vanadiu (III)
Clorura de vanadiu (III) este o sare a vanadiului cu acidului clorhidric cu formula chimică VCl3.